# Daiki Tomii
Daiki Tomii (jap. 富居 大樹, Tomii Daiki; * 27. August 1989 in der Präfektur Saitama) ist ein ehemaligerjapanischer Fußballspieler.

## Karriere
Daiki Tomii erlernte das Fußballspielen in der Universitätsmannschaft der Tokyo International University. Seinen ersten Profivertrag unterschrieb der Torwart 2013 bei Thespakusatsu Gunma. Der Verein aus der Präfektur Gunma spielte in der zweithöchsten Liga des Landes, der J2 League. Für den Club absolvierte er 61 Zweitligaspiele. 2016 wechselte er in die Präfektur Yamagata zum Ligakonkurrenten Montedio Yamagata. Fünfmal stand er für den Club bis 2017 zwischen den Pfosten. Shonan Bellmare, ein Erstligist aus Hiratsuka, nahm ihn ab 2018 unter Vertrag. 2018 gewann der mit Shonan den Ligapokal. Das Endspiel gewann der Club mit 1:0 gegen die Yokohama F. Marinos. Ende Juli 2024 wechselte er bis Saisonende 2024 auf Leihbasis zum Zweitligisten Mito Hollyhock. Für den Verein aus Mito bestritt er drei Ligaspiele. Nach der Saison kehrte er im Januar 2024 zu Shonan zurück und beendete seine Karriere als Fußballspieler.

## Erfolge
Shonan Bellmare
- Japanischer Ligapokalsieger: 2018